# آنالیز کمی
آنالیز کمی (انگلیسی: Quantitative analysis) یا تحلیل کمی به استفاده از روش‌های ریاضی و تحلیل‌های آماری اطلاق می‌گردد، که در محاسبات مربوط به امور مالی بکار گرفته می‌شود. افرادی که در این زمینه فعالیت می‌کنند به‌عنوان تحلیل‌گران کمی شناخته می‌شوند و اغلب دارای تخصص در حوزه‌های خاص شامل قیمت‌گذاری، بکارگیری ابزارهای مشتقه، مدیریت ریسک، معاملات الگوریتمی و مدیریت سرمایه‌گذاری می‌باشند. فرایند آنالیز کمی اغلب با جستجوی گسترده بانک‌های اطلاعاتی آغاز می‌شود، که این استراتژی با هدف یافتن الگوهای مشخص از دارایی‌های نقدی در طول زمان یا مدل‌سازی حرکت قیمت انجام می‌گیرد.